# Radios chrétiennes francophones
Radios chrétiennes francophones (RCF) (voorheen Radios Chrétiennes en France) is een netwerk van Franse christelijke radiostations waarvan de hoofdzetel in Lyon is gevestigd.  De radio wordt met private middelen gefinancierd.  De inkomsten komen voornamelijk van vrijwillige bijdragen van de luisteraars en publiciteit.
Het netwerk beschikt over een nationale redactie en een equipe journalisten in elke lokale entiteit.
De zender geeft naast religieuze programma's veel muziek ten gehore en profileert zich als een algemene zender. 
RCF zendt uit in geheel Frankrijk, behalve in Parijs, waar Radio Notre-Dame de gereserveerde frequenties gebruikt.